# Vestiges archéologiques de Montferrand
Les vestiges archéologiques de Montferrand sont des vestiges situés à Montferrand, en France.

## Localisation
Les vestiges sont situés en limite Nord du cimetière de Saint-Pierre, sur la commune de Montferrand, dans le département français de l'Aude.

## Historique
L'édifice est classé au titre des monuments historiques en 1964.

## Galerie

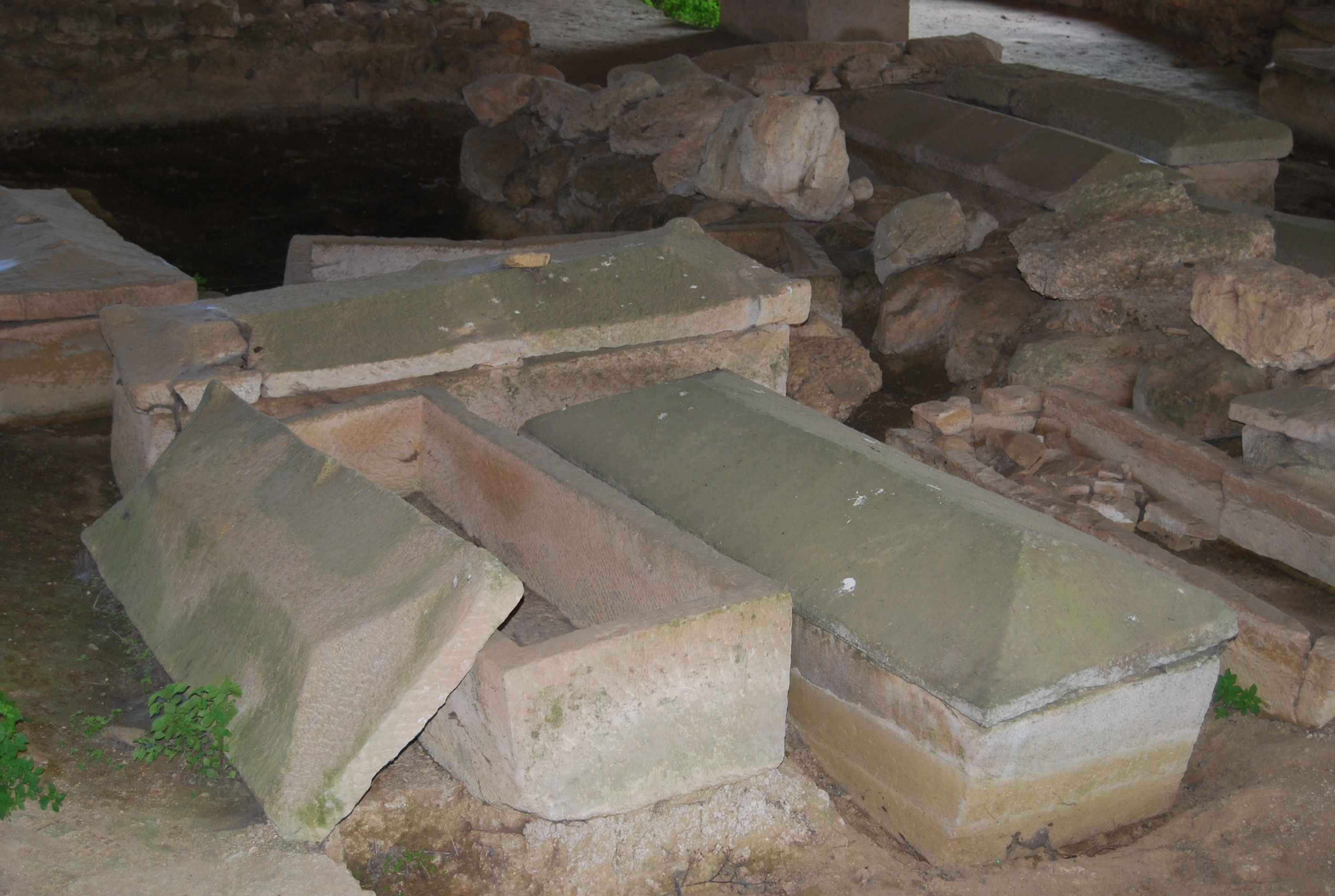
Sarcophages
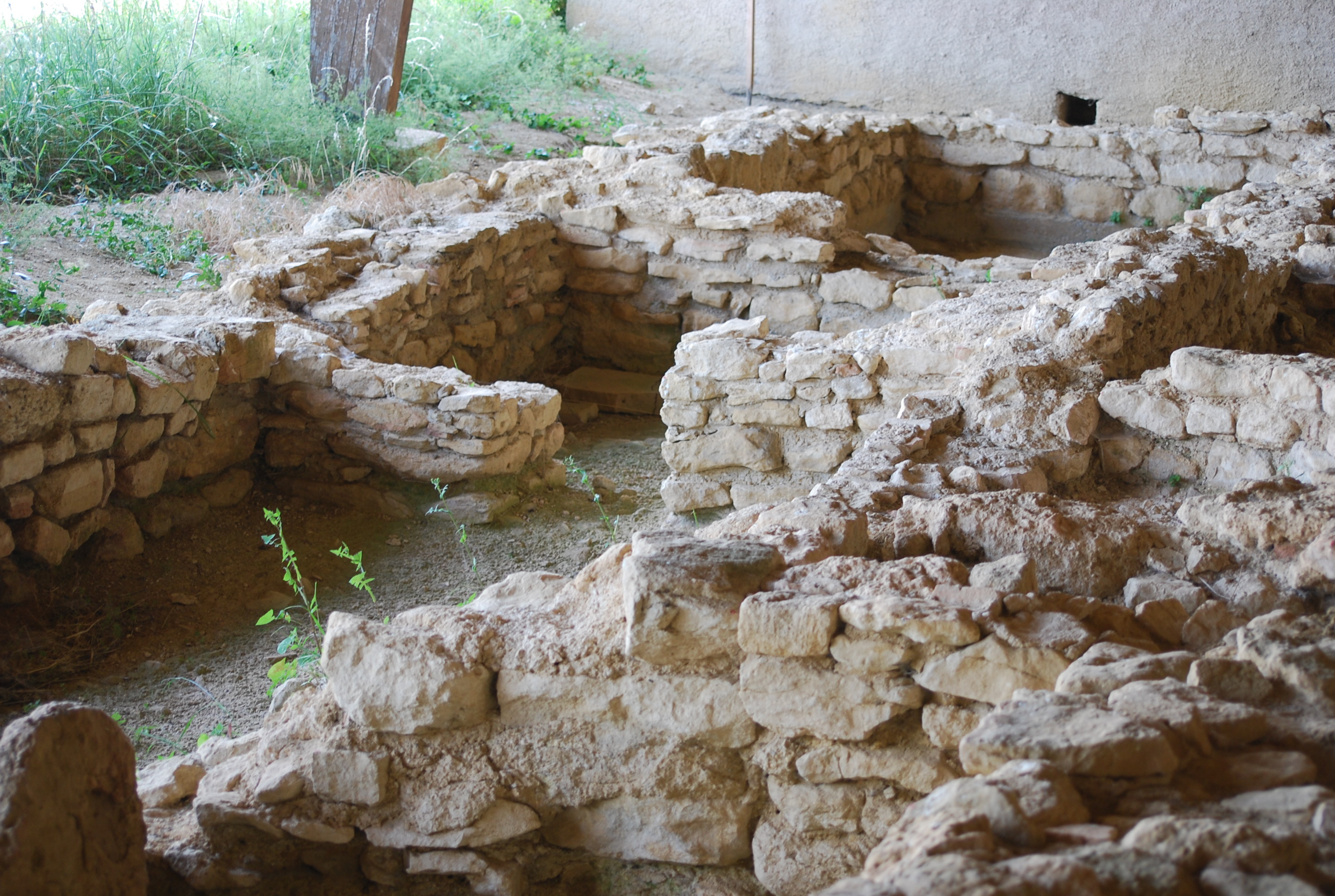
Les thermes